# Уинчестер (Виргиния)
Уинчестер (англ. Winchester) — независимый город в Виргинии в Соединённых Штатах Америки. Поскольку в городе обосновались власти округа Фредерик, Уинчестер де-факто можно назвать административным центром округа, но де-юре это две совершенно разные юрисдикции. 
По данным переписи 2020 года, население города составляло 28 120 человек, что заметно больше, чем было в 2014 году (27 543).
Это главный город столичного статистического района Уинчестер с населением чуть более 145 000 человек, простирающегося до Западной Виргинии, которая является частью объединённой статистической области Вашингтон-Балтимор.

## История
В доколумбову эпоху коренные американские народы жили вдоль водных путей современной Вирджинии в течение тысяч лет до контакта с европейцами. Археологические, лингвистические и антропологические исследования дали некоторое представление об их культуре. Хотя мало что известно о конкретных перемещениях племен в то время, район долины Шенандоа, считавшийся священным общим охотничьим угодьем, по-видимому, к XVII веку контролировался в основном местными ирокезскоязычными племенами, включая сенедо и шерандо. 
Шауни, говорящие на алгонкинском языке, начали оспаривать у ирокезов права на охотничьи угодья в конце того же столетия. Исследователи Баттс и Фаллам в 1671 году сообщили, что шауни боролись с ирокезами за контроль над долиной и постепенно проигрывали. Во время более поздних Бобровых войн могущественная армия ирокезов покорила все племена в приграничном районе к западу от Линии водопада.

### Новая и новейшая история
В Винчестере находятся Университет Шенандоа и Музей долины Шенандоа.